# Sojus 18
Sojus 18 ist die Missionsbezeichnung für den am 24. Mai 1975 gestarteten Flug eines sowjetischen Sojus-Raumschiffs zur sowjetischen Raumstation Saljut 4. Es war der zweite Besuch eines Sojus-Raumschiffs bei dieser Raumstation und der 34. Flug im sowjetischen Sojusprogramm.

## Besatzung

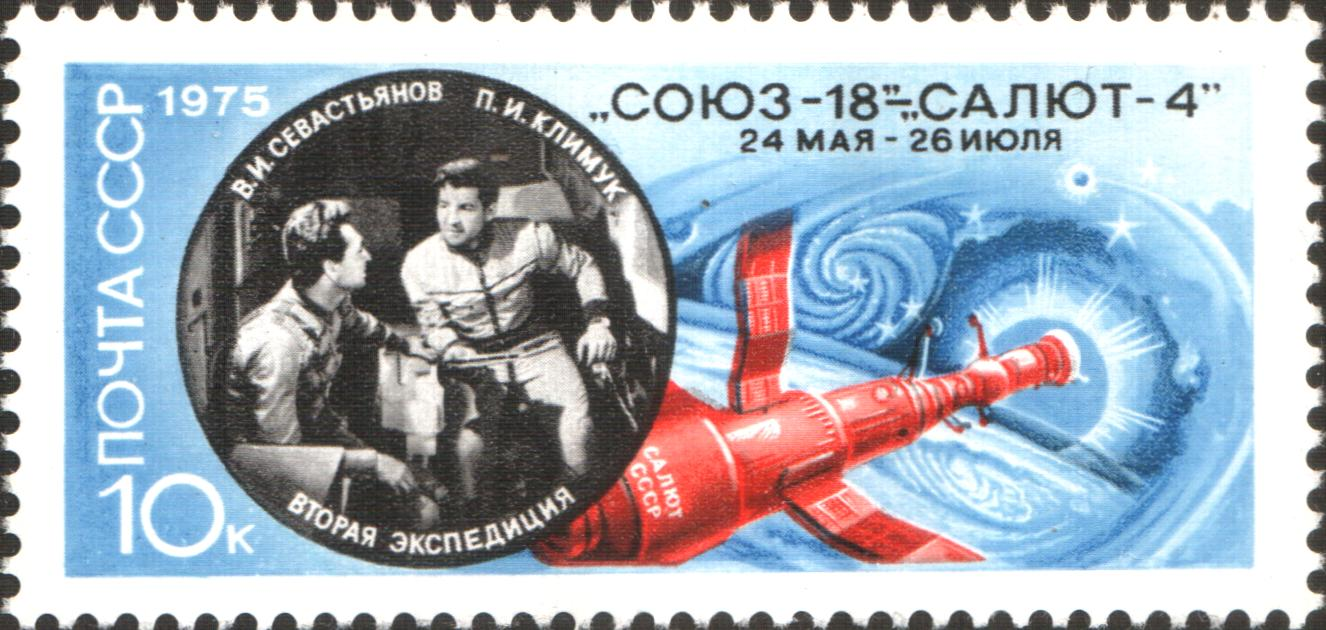
Sowjetische Briefmarke (1975); Sewastjanow (l.) und Klimuk (r.)

- Pjotr Iljitsch Klimuk (2. Raumflug), Kommandant
- Witali Iwanowitsch Sewastjanow (2. Raumflug), Bordingenieur

Sewastjanow und Klimuk waren zuvor Ersatzmannschaft für den Flug, der eigentlich unter der Bezeichnung Sojus 18 starten sollte, dann aber noch in der Startphase abgebrochen wurde. Dieser Flug erhielt offiziell keine Nummer und wird in oft als Sojus 18-1 geführt.

### Ersatzmannschaft
- Wladimir Wassiljewitsch Kowaljonok, Kommandant
- Juri Anatoljewitsch Ponomarew, Bordingenieur

## Missionsüberblick
Nach dem Scheitern des Fluges Sojus 18-1 stand die Fortsetzung der Arbeit mit der Raumstation im Vordergrund. Schwerpunkt bildeten vor allem medizinisch-biologische Experimente, die mit der Verlängerung der Flugdauer (von 29 auf fast 63 Tage) zusammenhingen. Daneben wurden die Erd- und Atmosphärenaufnahmen sowie die astrophysikalischen Untersuchungen fortgesetzt. Während des Fluges von Sojus 18 fand auch das Apollo-Sojus-Projekt statt. In dieser Zeit waren sieben Raumfahrer gleichzeitig im All.

## Flugdaten
Die hier angegebenen Parameter stellen die veröffentlichten Daten unmittelbar nach Abschluss der Startphase dar. Im Zusammenhang mit Kopplungsmanövern kommt es laufend zu Bahnänderungen. Abweichungen zu Angaben verschiedener Quellen sind daher möglich. 

### Bahndaten von Saljut 4 zum Zeitpunkt der Kopplung
- Perigäum: 338 km
- Apogäum: 449 km
- Bahnneigung: 51,59°
- Erdumlaufzeit: 91,34 min

## Rezeption
Die Mission wurde Namensgeber des antarktischen Sojus-18-Nunatak.